# Duncan Zuur
Duncan Zuur (Sydney, 13 giugno 1974) è uno sportivo olandese, campione di wakeboard (sport nato dalla fusione tra lo sci nautico e lo snowboard).
Ha partecipato, ottenendo buoni risultati, ai campionati olandesi di wakeboard nel 2001, 2000, 2002, 2003, 2004 e 2009; in più si è classificato terzo ai Mondiali nel 2003.
Oltre che per questi risultati, Zuur è famoso per i suoi spettacoli nelle due città più "acquatiche" del mondo: Venezia e Amsterdam. 
Infatti, il giorno 2 dicembre 2008 Duncan, approfittando dell'acqua alta a Venezia, ha praticato wakeboard in Piazza San Marco. Appena saputo dell'allarme acqua alta Duncan e il suo team si sono precipitati nella città italiana dalla Francia, dove lo sportivo era in vacanza con la famiglia, e mentre tutti i cittadini si preoccupavano per i danni che la marea avrebbe potuto causare, lo sportivo ha stupito tutti con uno spettacolo che, non essendo autorizzato, è durato molto poco, giacché la polizia non è riuscita ad accorgersene. 
Nel maggio 2010 Duncan ha praticato wakeboarding nei canali di Amsterdam seguito dalla star nazionale Denise de Hann. i due hanno avuto ben 10 minuti di adrenalina passando sotto più di 18 ponti della città olandese, mentre a Venezia Zuur aveva avuto solo pochi secondi per divertirsi. Duncan e Denise sono inoltre riusciti ad evitare la polizia, allertata a causa dello spettacolo, bello ma illegale, che stava avvenevdo nella loro città. 
Non soddisfatto dalle due imprese, Zuur, nel 2010 si è fatto trainare da un treno mentre con la sua tavola faceva surf sul lago Techirghiol, in Romania, sempre grazie all'aiuto del team di esperti che lo segue.